# Giro di Romandia 1997
Il Giro di Romandia 1997, cinquantunesima edizione della corsa, si svolse dal 6 all'11 maggio su un percorso di 760 km ripartiti in 6 tappe e un cronoprologo, con partenza a Kriegstetten e arrivo a Ginevra. Fu vinto dal russo Pavel Tonkov della Mapei-GB davanti al britannico Chris Boardman e allo svizzero Beat Zberg.

## Tappe
| Tappa  | Data      | Percorso                                        | km    | Vincitore di tappa | Leader cl. generale |
| ------ | --------- | ----------------------------------------------- | ----- | ------------------ | ------------------- |
| Prol.  | 6 maggio  | Kriegstetten > Kriegstetten (cron. individuale) | 8,1   | Chris Boardman     | Chris Boardman      |
| 1ª     | 7 maggio  | Kriegstetten > Le Locle                         | 167,8 | Giuseppe Di Grande | Chris Boardman      |
| 2ª     | 8 maggio  | Le Locle > Estavayer-le-Lac                     | 172,7 | Mario Cipollini    | Chris Boardman      |
| 3ª     | 9 maggio  | Estavayer-le-Lac > Monthey                      | 171,1 | Mario Cipollini    | Erik Breukink       |
| 4ª     | 10 maggio | Monthey > Veysonnaz                             | 149,4 | Pavel Tonkov       | Pavel Tonkov        |
| 5ª     | 11 maggio | Montreux > Nyon                                 | 69,3  | Mario Cipollini    | Pavel Tonkov        |
| 6ª     | 11 maggio | Nyon > Ginevra (cron. individuale)              | 21,7  | Chris Boardman     | Pavel Tonkov        |
| Totale | Totale    | Totale                                          | 760   |                    |                     |

## Dettagli delle tappe

### Prologo
- 6 maggio: Kriegstetten > Kriegstetten (cron. individuale) – 8,1 km

| Pos. | Corridore          | Squadra   | Tempo |
| ---- | ------------------ | --------- | ----- |
| 1    | Chris Boardman     | Gan       | 9'58" |
| 2    | Erik Breukink      | Rabobank  | a 2"  |
| 3    | Dariusz Baranowski | US Postal | a 3"  |

| Pos. | Corridore          | Squadra   | Tempo |
| ---- | ------------------ | --------- | ----- |
| 1    | Chris Boardman     | Gan       | 9'58" |
| 2    | Erik Breukink      | Rabobank  | a 2"  |
| 3    | Dariusz Baranowski | US Postal | a 3"  |

### 1ª tappa
- 7 maggio: Kriegstetten > Le Locle – 167,8 km

| Pos. | Corridore          | Squadra  | Tempo    |
| ---- | ------------------ | -------- | -------- |
| 1    | Giuseppe Di Grande | Mapei-GB | 4h54'12" |
| 2    | Giuseppe Guerini   | Polti    | s.t.     |
| 3    | Michael Boogerd    | Rabobank | a 6"     |

| Pos. | Corridore          | Squadra   | Tempo    |
| ---- | ------------------ | --------- | -------- |
| 1    | Chris Boardman     | Gan       | 5h04'10" |
| 2    | Erik Breukink      | Rabobank  | a 2"     |
| 3    | Dariusz Baranowski | US Postal | a 3"     |

### 2ª tappa
- 8 maggio: Le Locle > Estavayer-le-Lac – 172,7 km

| Pos. | Corridore        | Squadra       | Tempo    |
| ---- | ---------------- | ------------- | -------- |
| 1    | Mario Cipollini  | Saeco         | 4h21'46" |
| 2    | Mario Traversoni | Mercatone Uno | s.t.     |
| 3    | Fabio Baldato    | MG Boys       | s.t.     |

| Pos. | Corridore          | Squadra   | Tempo    |
| ---- | ------------------ | --------- | -------- |
| 1    | Chris Boardman     | Gan       | 9h26'04" |
| 2    | Erik Breukink      | Rabobank  | a 2"     |
| 3    | Dariusz Baranowski | US Postal | a 3"     |

### 3ª tappa
- 9 maggio: Estavayer-le-Lac > Monthey – 171,1 km

| Pos. | Corridore        | Squadra  | Tempo    |
| ---- | ---------------- | -------- | -------- |
| 1    | Mario Cipollini  | Saeco    | 4h36'40" |
| 2    | Ján Svorada      | Mapei-GB | s.t.     |
| 3    | Massimo Strazzer | Roslotto | s.t.     |

| Pos. | Corridore          | Squadra   | Tempo     |
| ---- | ------------------ | --------- | --------- |
| 1    | Erik Breukink      | Rabobank  | 14h02'43" |
| 2    | Chris Boardman     | Gan       | a 1"      |
| 3    | Dariusz Baranowski | US Postal | a 3"      |

### 4ª tappa
- 10 maggio: Monthey > Veysonnaz – 149,4 km

| Pos. | Corridore        | Squadra  | Tempo    |
| ---- | ---------------- | -------- | -------- |
| 1    | Pavel Tonkov     | Mapei-GB | 4h32'02" |
| 2    | Davide Rebellin  | FDJ      | a 34"    |
| 3    | Giuseppe Guerini | Polti    | s.t.     |

| Pos. | Corridore        | Squadra  | Tempo     |
| ---- | ---------------- | -------- | --------- |
| 1    | Pavel Tonkov     | Mapei-GB | 14h03'02" |
| 2    | Davide Rebellin  | FDJ      | a 13"     |
| 3    | Giuseppe Guerini | Polti    | a 25"     |

### 5ª tappa
- 11 maggio: Montreux > Nyon – 69,3 km

| Pos. | Corridore       | Squadra   | Tempo    |
| ---- | --------------- | --------- | -------- |
| 1    | Mario Cipollini | Saeco     | 1h31'47" |
| 2    | Adriano Baffi   | US Postal | s.t.     |
| 3    | Mario Manzoni   | Roslotto  | s.t.     |

| Pos. | Corridore        | Squadra  | Tempo     |
| ---- | ---------------- | -------- | --------- |
| 1    | Pavel Tonkov     | Mapei-GB | 15h34'49" |
| 2    | Davide Rebellin  | FDJ      | a 13"     |
| 3    | Giuseppe Guerini | Polti    | a 25"     |

### 6ª tappa
- 11 maggio: Nyon > Ginevra (cron. individuale) – 21,7 km

| Pos. | Corridore          | Squadra   | Tempo  |
| ---- | ------------------ | --------- | ------ |
| 1    | Chris Boardman     | Gan       | 24'10" |
| 2    | Viatcheslav Ekimov | US Postal | a 16"  |
| 3    | Erik Breukink      | Rabobank  | a 36"  |

| Pos. | Corridore      | Squadra       | Tempo     |
| ---- | -------------- | ------------- | --------- |
| 1    | Pavel Tonkov   | Mapei-GB      | 20h22'46" |
| 2    | Chris Boardman | Gan           | a 45"     |
| 3    | Beat Zberg     | Mercatone Uno | a 1'04"   |

## Classifiche finali

### Classifica generale
| Pos. | Corridore             | Squadra       | Tempo     |
| ---- | --------------------- | ------------- | --------- |
| 1    | Pavel Tonkov          | Mapei-GB      | 20h22'46" |
| 2    | Chris Boardman        | Gan           | a 45"     |
| 3    | Beat Zberg            | Mercatone Uno | a 1'04"   |
| 4    | Andrei Teteriouk      | Lotto         | a 1'27"   |
| 5    | Giuseppe Guerini      | Team Polti    | a 1'42"   |
| 6    | Peter Meinert Nielsen | US Postal     | a 1'54"   |
| 7    | Davide Rebellin       | FDJ           | a 2'08"   |
| 8    | Gilberto Simoni       | MG Maglificio | a 2'16"   |
| 9    | Viatcheslav Ekimov    | US Postal     | a 2'21"   |
| 10   | Aleksandr Šefer       | Asics-CGA     | a 2'33"   |